# 오가타 고이치 (1968년 12월)
오가타 고이치(일본어: 緒方 孝市, 1968년 12월 25일 ~ )는 일본의 전 프로 야구 선수이자 야구 지도자이다. 사가현 도스시 출신이며 현역 시절 포지션은 외야수였다.

## 인물

### 선수 시절
사가현 도스시 출신으로 사가 현립 도스 고등학교를 졸업하고 1986년 프로 야구 드래프트 회의에서는 히로시마 도요 카프로부터 3순위로 지명을 받고 내야수(2루수)로서 입단했다. 그 전에 닛폰햄 파이터스의 상무인 오사와 게이지는 오가타를 영입하려고 했지만 오가타 본인으로부터 “대학에 가기 때문”이라는 이유로 지명을 거절당했다고 한다. 그 후 외야수로 전향하는 등 주루와 공격, 수비를 모두 갖추어진 외야수로서 팀을 이끌었다.
입단 2년째인 1988년에 1군 엔트리에 포함되면서 선발 출전을 하였고 이듬해 1989년은 미국에서 야구 유학 생활을 했다. 5년째인 1991년에는 100경기 이상을 출전했고 같은 해 일본 시리즈에서도 선발로서 출전하는 등의 일찍부터 기대를 받았지만 매년과 같은 극심한 타격 부진에 시달리고 있었다.
1995년에는 어머니가 사망하는 불행한 일이 일어났지만 아킬레스건을 부상당한 마에다 도모노리의 빈자리를 메우는 형태로 주전 선수로 정착했고 이것을 평가한 미무라 도시유키 당시 감독은 “오가타의 어머니는 오가타를 두 번이나 낳았다”라고 발언하면서 화제가 된 적도 있었다. 규정 타석이 부족하면서도 리그 8년 만이 되는 도루 40개의 이상을 기록해 최종적으로 47개의 도루를 기록하면서 도루왕을 타이틀을 획득했다.
1996년 시즌 종료 후 배우이자 탤런트로서 활동 중인 나카조 가나코와 결혼했고 이후 1997년까지 당시 센트럴 리그 타이 기록이 되는 3년 연속 도루왕을 획득했다. 1996년에는 센트럴 리그에서 11년 만이 되는 50개의 도루를 기록했고 3년 동안 합계 146개의 도루를 기록했지만 그 사이에 도루 실패한 개수는 26개에 불과했다(도루 성공률은 8할 4푼 9리).
2008년에는 코치 겸임으로 발탁되었고 같은 해 5월 25일의 지바 롯데 마린스전(히로시마 시민 구장)에서 8회에 대타로 출전, 윈스턴 아브레우로부터 역전 2점 홈런을 때려냈다. 이 홈런은 센트럴 리그 통산 대타 홈런 1500호가 되었다. 이듬해 2009년에는 41세가 되면서 오른쪽 팔꿈치의 부상에 의한 타격 부진으로 활약하지 못했고 10월 1일에 2009년 시즌 마지막으로 현역에서 은퇴하겠다고 밝히면서 2군 코치로 맡아달라는 구단의 요청에 받아들였다. 10월 10일 마쓰다 스타디움에서 열린 요미우리 자이언츠와의 시즌 최종전에서 은퇴 경기가 이뤄지면서 8회초 수비에 올랐고 예전 팀 동료였던 기무라 다쿠야의 중견수 플라이를 처리했다. 그 후에는 3루타를 때려내면서 유종의 미를 장식했다.

### 그 후
이듬해 2010년에는 야수 종합 코치로서 1루 코치를 담당했지만 2011년부터 2012년까지 3루 코치를 맡았다. 2013년에는 1군 타격 코치를 맡았고 2014년에는 야수 종합 코치(수석 코치격)을 맡았다. 2014년 10월 15일에 노무라 겐지로의 후임으로 히로시마의 차기 감독으로 부임했다.

## 상세 정보

### 출신 학교
- 사가 현립 도스 고등학교

### 선수 경력
- 히로시마 도요 카프(1987년 ~ 2009년)

### 지도자 경력
- 히로시마 도요 카프 1군 야수 종합 코치(2010년, 2014년)
- 히로시마 도요 카프 1군 수비 주루 코치(2011년 ~ 2012년)
- 히로시마 도요 카프 1군 타격 코치(2013년)
- 히로시마 도요 카프 감독(2015년 ~ 2019년)

### 수상·타이틀 경력

#### 타이틀
- 도루왕: 3회(1995년 ~ 1997년)

#### 수상
- 골든 글러브상: 5회(1995년 ~ 1999년) ※외야수 부문
- 월간 MVP: 1회(1995년 9월) ※외야수 부문, 센트럴 리그 역대 3위에 해당되는 월간 21도루를 기록
- JA 전농 Go·Go상: 2회(Super Arm상: 1996년 9월, Go Spikes상: 1998년 4월)
- 스피드업상: 1회(2003년)
- 출신지별 동서 대항전 우수 선수: 1회(1999년)
- 센트럴 리그 최우수 감독상: 3회(2016년 ~ 2018년) ※센트럴 리그 연맹 특별 수상
- 도스시 시민영예상(1995년)[2]
- 신어·유행어 대상 연간 대상(2016년) ※스즈키 세이야와 공동으로 수상

### 주요 기록

#### 첫 기록
- 첫 출장·첫 선발 출장: 1988년 9월 17일, 대 한신 타이거스 23차전(한신 고시엔 구장), 7번·2루수로서 출장
- 첫 안타·첫 홈런·첫 타점: 상동, 4회초에 노다 고지로부터 좌월 솔로 홈런
- 첫 도루: 1989년 9월 16일, 대 주니치 드래곤스 21차전(나고야 구장), 8회초에 2루 안착(투수: 가쿠 겐지, 포수: 야마사키 다케시)

#### 기록 달성 경력
- 통산 100홈런: 1999년 6월 23일, 대 야쿠르트 스왈로스 13차전(메이지 진구 야구장), 1회초에 다카기 고지로부터 좌월 선두 타자 홈런 ※역대 204번째
- 통산 1000경기 출장: 2001년 3월 31일, 대 주니치 드래곤스 2차전(나고야 돔), 3번·중견수로서 선발 출장 ※역대 365번째
- 통산 150홈런: 2002년 8월 30일, 대 주니치 드래곤스 22차전(나고야 돔), 8회초에 오가사와라 다카시로부터 좌월 솔로 홈런 ※역대 123번째
- 통산 1000안타: 2003년 5월 5일, 대 요미우리 자이언츠 7차전(도쿄 돔), 5회초에 사나다 히로키로부터 우월 2루타 ※역대 212번째
- 통산 250도루: 2003년 7월 19일, 대 한신 타이거스 16차전(한신 고시엔 구장), 3회초에 2루 안착(투수: 시모야나기 쓰요시, 포수: 야노 아키히로) ※역대 35번째
- 통산 200홈런: 2004년 6월 30일, 대 주니치 드래곤스 14차전(나가라가와 구장), 5회초에 히사모토 유이치로부터 좌월 솔로 홈런 ※역대 81번째
- 통산 1500경기 출장: 2005년 6월 8일, 대 후쿠오카 소프트뱅크 호크스 5차전(히로시마 시민 구장), 3번·중견수로서 선발 출장 ※역대 144번째
- 통산 1500안타: 2009년 6월 8일, 대 오릭스 버펄로스 4차전(시마나미 구장), 8회말에 시마 시게노부의 대타로서 출장, 시미즈 아키오로부터 중월 2점 적시타 ※역대 102번째

#### 기타
- 통산 첫회 선두 타자 홈런: 28개(1회초 22개, 1회말 6개) ※역대 5위, 1회초 22개는 센트럴 리그 기록
- 시즌 첫회 선두 타자 홈런: 8개(1999년) ※역대 2위 타이
- 연속 경기 도루: 10경기(1995년) ※센트럴 리그 기록
- 끝내기 만루 홈런(1997년) ※역대 22번째, 3점차를 뒤집은 것은 역대 8번째, 투 아웃으로부터는 역대 3번째
- 외야수 레인지 팩터(RF/G) 1위: 1회(1997년: 2.44)[3]
- 올스타전 출장: 1회(1999년)

### 등번호
- 37(1988년 ~ 1995년)
- 9(1996년 ~ 2009년)
- 79(2010년 ~ 2019년)

### 연도별 타격 성적
| 연 도      | 소 속      | 경 기 | 타 석 | 타 수 | 득 점 | 안 타 | 2 루 타 | 3 루 타 | 홈 런 | 루 타 | 타 점 | 도 루 | 도 루 자 | 희 생 번 | 희 생 플 | 볼 넷 | 고 4 | 사 구 | 삼 진 | 병 살 타 | 타 율 | 출 루 율 | 장 타 율 | O P S |
| ---------- | ---------- | ----- | ----- | ----- | ----- | ----- | ------- | ------- | ----- | ----- | ----- | ----- | -------- | -------- | -------- | ----- | ---- | ----- | ----- | -------- | ----- | -------- | -------- | ----- |
| 1988년     | 히로시마   | 1     | 5     | 5     | 1     | 1     | 0       | 0       | 1     | 4     | 1     | 0     | 0        | 0        | 0        | 0     | 0    | 0     | 2     | 0        | .200  | .200     | .800     | 1.000 |
| 1989년     | 히로시마   | 2     | 0     | 0     | 1     | 0     | 0       | 0       | 0     | 0     | 0     | 1     | 0        | 0        | 0        | 0     | 0    | 0     | 0     | 0        | ----  | ----     | ----     | ----  |
| 1990년     | 히로시마   | 32    | 15    | 14    | 9     | 5     | 0       | 1       | 2     | 13    | 4     | 2     | 0        | 0        | 0        | 1     | 0    | 0     | 3     | 0        | .357  | .400     | .929     | 1.329 |
| 1991년     | 히로시마   | 102   | 240   | 200   | 26    | 37    | 3       | 0       | 5     | 55    | 11    | 12    | 6        | 8        | 0        | 30    | 0    | 2     | 37    | 2        | .185  | .297     | .275     | .572  |
| 1992년     | 히로시마   | 86    | 127   | 115   | 25    | 26    | 3       | 0       | 3     | 38    | 10    | 18    | 1        | 3        | 0        | 8     | 0    | 1     | 21    | 2        | .226  | .282     | .330     | .613  |
| 1993년     | 히로시마   | 93    | 180   | 150   | 25    | 36    | 7       | 3       | 4     | 61    | 21    | 14    | 3        | 8        | 1        | 20    | 1    | 1     | 36    | 4        | .240  | .331     | .407     | .738  |
| 1994년     | 히로시마   | 57    | 141   | 126   | 16    | 35    | 2       | 2       | 5     | 56    | 14    | 12    | 5        | 2        | 1        | 10    | 0    | 2     | 25    | 3        | .278  | .338     | .444     | .783  |
| 1995년     | 히로시마   | 101   | 335   | 272   | 56    | 86    | 11      | 2       | 10    | 131   | 43    | 47    | 7        | 4        | 3        | 50    | 2    | 6     | 45    | 3        | .316  | .429     | .482     | .911  |
| 1996년     | 히로시마   | 129   | 597   | 516   | 95    | 144   | 25      | 6       | 23    | 250   | 71    | 50    | 10       | 9        | 1        | 61    | 1    | 10    | 129   | 7        | .279  | .366     | .484     | .850  |
| 1997년     | 히로시마   | 135   | 615   | 528   | 103   | 143   | 26      | 5       | 17    | 230   | 57    | 49    | 9        | 9        | 2        | 70    | 1    | 6     | 93    | 9        | .271  | .361     | .436     | .797  |
| 1998년     | 히로시마   | 107   | 442   | 380   | 67    | 124   | 24      | 3       | 15    | 199   | 59    | 17    | 12       | 5        | 6        | 47    | 0    | 4     | 61    | 6        | .326  | .400     | .524     | .924  |
| 1999년     | 히로시마   | 132   | 592   | 495   | 111   | 151   | 23      | 3       | 36    | 288   | 69    | 18    | 12       | 2        | 2        | 86    | 7    | 7     | 76    | 6        | .305  | .414     | .582     | .995  |
| 2000년     | 히로시마   | 21    | 76    | 66    | 11    | 12    | 3       | 0       | 3     | 24    | 10    | 1     | 1        | 1        | 1        | 8     | 0    | 0     | 15    | 2        | .182  | .267     | .364     | .630  |
| 2001년     | 히로시마   | 64    | 192   | 159   | 17    | 39    | 7       | 0       | 8     | 70    | 29    | 1     | 0        | 5        | 4        | 21    | 1    | 3     | 26    | 3        | .245  | .337     | .440     | .777  |
| 2002년     | 히로시마   | 130   | 539   | 476   | 77    | 143   | 24      | 0       | 25    | 242   | 73    | 4     | 2        | 5        | 2        | 46    | 0    | 10    | 95    | 8        | .300  | .373     | .508     | .881  |
| 2003년     | 히로시마   | 136   | 599   | 530   | 75    | 159   | 35      | 0       | 29    | 281   | 82    | 8     | 4        | 13       | 3        | 42    | 2    | 11    | 100   | 8        | .300  | .362     | .530     | .892  |
| 2004년     | 히로시마   | 122   | 512   | 456   | 91    | 133   | 20      | 2       | 26    | 235   | 64    | 4     | 3        | 3        | 3        | 41    | 0    | 9     | 87    | 11       | .292  | .360     | .515     | .875  |
| 2005년     | 히로시마   | 122   | 490   | 431   | 60    | 132   | 22      | 2       | 21    | 221   | 57    | 3     | 5        | 2        | 3        | 46    | 6    | 8     | 65    | 2        | .306  | .381     | .513     | .894  |
| 2006년     | 히로시마   | 81    | 242   | 215   | 28    | 61    | 13      | 0       | 6     | 92    | 29    | 2     | 4        | 1        | 3        | 17    | 1    | 6     | 33    | 6        | .284  | .349     | .428     | .776  |
| 2007년     | 히로시마   | 33    | 91    | 83    | 5     | 15    | 5       | 0       | 0     | 20    | 4     | 1     | 1        | 1        | 1        | 6     | 0    | 0     | 19    | 5        | .181  | .233     | .241     | .474  |
| 2008년     | 히로시마   | 69    | 88    | 76    | 5     | 15    | 3       | 0       | 2     | 24    | 10    | 2     | 1        | 0        | 1        | 11    | 0    | 0     | 10    | 2        | .197  | .295     | .316     | .611  |
| 2009년     | 히로시마   | 53    | 60    | 49    | 2     | 9     | 1       | 1       | 0     | 12    | 7     | 2     | 0        | 0        | 1        | 9     | 0    | 1     | 2     | 0        | .184  | .317     | .245     | .562  |
| 통산: 22년 | 통산: 22년 | 1808  | 6178  | 5342  | 906   | 1506  | 257     | 30      | 241   | 2546  | 725   | 268   | 86       | 82       | 38       | 630   | 22   | 87    | 980   | 89       | .282  | .365     | .477     | .841  |

- 굵은 글씨는 시즌 최고 성적.

### 연도별 수비 성적
| 연도 | 1루   | 1루   | 1루   | 1루   | 1루   | 1루      | 2루   | 2루   | 2루   | 2루   | 2루   | 2루      | 3루   | 3루   | 3루   | 3루   | 3루   | 3루      | 외야  | 외야  | 외야  | 외야  | 외야  | 외야     |
| 연도 | 경 기 | 척 살 | 보 살 | 실 책 | 병 살 | 수 비 율 | 경 기 | 척 살 | 보 살 | 실 책 | 병 살 | 수 비 율 | 경 기 | 척 살 | 보 살 | 실 책 | 병 살 | 수 비 율 | 경 기 | 척 살 | 보 살 | 실 책 | 병 살 | 수 비 율 |
| ---- | ----- | ----- | ----- | ----- | ----- | -------- | ----- | ----- | ----- | ----- | ----- | -------- | ----- | ----- | ----- | ----- | ----- | -------- | ----- | ----- | ----- | ----- | ----- | -------- |
| 1988 | -     | -     | -     | -     | -     | -        | 1     | 1     | 2     | 0     | 0     | 1.000    | -     | -     | -     | -     | -     | -        | -     | -     | -     | -     | -     | -        |
| 1990 | -     | -     | -     | -     | -     | -        | -     | -     | -     | -     | -     | -        | 3     | 2     | 4     | 0     | 0     | 1.000    | 22    | 5     | 0     | 0     | 0     | 1.000    |
| 1991 | -     | -     | -     | -     | -     | -        | 8     | 11    | 14    | 0     | 2     | 1.000    | -     | -     | -     | -     | -     | -        | 84    | 99    | 4     | 2     | 0     | .981     |
| 1992 | -     | -     | -     | -     | -     | -        | 1     | 1     | 0     | 0     | 0     | 1.000    | 3     | 1     | 2     | 1     | 1     | .750     | 78    | 59    | 3     | 2     | 0     | .969     |
| 1993 | -     | -     | -     | -     | -     | -        | -     | -     | -     | -     | -     | -        | -     | -     | -     | -     | -     | -        | 75    | 90    | 3     | 0     | 1     | 1.000    |
| 1994 | -     | -     | -     | -     | -     | -        | 6     | 5     | 10    | 1     | 1     | .938     | -     | -     | -     | -     | -     | -        | 42    | 55    | 0     | 0     | 0     | 1.000    |
| 1995 | -     | -     | -     | -     | -     | -        | 3     | 4     | 3     | 0     | 1     | 1.000    | -     | -     | -     | -     | -     | -        | 97    | 181   | 6     | 3     | 1     | .984     |
| 1996 | -     | -     | -     | -     | -     | -        | 1     | 0     | 0     | 0     | 0     | -        | -     | -     | -     | -     | -     | -        | 128   | 260   | 15    | 3     | 1     | .989     |
| 1997 | -     | -     | -     | -     | -     | -        | -     | -     | -     | -     | -     | -        | -     | -     | -     | -     | -     | -        | 134   | 317   | 10    | 5     | 1     | .985     |
| 1998 | -     | -     | -     | -     | -     | -        | -     | -     | -     | -     | -     | -        | -     | -     | -     | -     | -     | -        | 103   | 201   | 8     | 3     | 1     | .986     |
| 1999 | -     | -     | -     | -     | -     | -        | 2     | 0     | 0     | 0     | 0     | -        | -     | -     | -     | -     | -     | -        | 132   | 277   | 3     | 2     | 2     | .993     |
| 2000 | -     | -     | -     | -     | -     | -        | -     | -     | -     | -     | -     | -        | -     | -     | -     | -     | -     | -        | 18    | 25    | 0     | 0     | 0     | 1.000    |
| 2001 | -     | -     | -     | -     | -     | -        | -     | -     | -     | -     | -     | -        | -     | -     | -     | -     | -     | -        | 43    | 7     | 1     | 1     | 1     | .986     |
| 2002 | -     | -     | -     | -     | -     | -        | -     | -     | -     | -     | -     | -        | -     | -     | -     | -     | -     | -        | 126   | 194   | 6     | 3     | 0     | .985     |
| 2003 | -     | -     | -     | -     | -     | -        | -     | -     | -     | -     | -     | -        | -     | -     | -     | -     | -     | -        | 136   | 259   | 8     | 2     | 1     | .993     |
| 2004 | -     | -     | -     | -     | -     | -        | -     | -     | -     | -     | -     | -        | -     | -     | -     | -     | -     | -        | 109   | 194   | 8     | 3     | 2     | .985     |
| 2005 | -     | -     | -     | -     | -     | -        | -     | -     | -     | -     | -     | -        | -     | -     | -     | -     | -     | -        | 113   | 203   | 4     | 2     | 3     | .990     |
| 2006 | 2     | 11    | 0     | 1     | 0     | .917     | -     | -     | -     | -     | -     | -        | -     | -     | -     | -     | -     | -        | 54    | 104   | 1     | 1     | 0     | .991     |
| 2007 | -     | -     | -     | -     | -     | -        | -     | -     | -     | -     | -     | -        | -     | -     | -     | -     | -     | -        | 22    | 33    | 1     | 0     | 0     | 1.000    |
| 2008 | -     | -     | -     | -     | -     | -        | -     | -     | -     | -     | -     | -        | -     | -     | -     | -     | -     | -        | 4     | 1     | 0     | 0     | 0     | 1.000    |
| 2009 | -     | -     | -     | -     | -     | -        | -     | -     | -     | -     | -     | -        | -     | -     | -     | -     | -     | -        | 4     | 3     | 0     | 0     | 0     | 1.000    |
| 통산 | 2     | 11    | 0     | 1     | 0     | .917     | 22    | 22    | 29    | 1     | 4     | .981     | 6     | 3     | 6     | 1     | 1     | .900     | 1524  | 2567  | 81    | 32    | 14    | .988     |

- 연도에서 굵은 글씨는 골든 글러브상 수상 연도

### 감독으로서의 팀 성적

#### 정규 시즌
| 연도      | 소속      | 순위      | 경기 | 승리 | 패전 | 무승부 | 승률 | 승차                       | 팀 홈런                    | 팀 타율                    | 팀 평균자책점              | 연령                       |
| --------- | --------- | --------- | ---- | ---- | ---- | ------ | ---- | -------------------------- | -------------------------- | -------------------------- | -------------------------- | -------------------------- |
| 2015년    | 히로시마  | 4위       | 143  | 69   | 71   | 3      | .493 | 6.5                        | 105                        | .247                       | 2.92                       | 46세                       |
| 2016년    | 히로시마  | 1위       | 143  | 89   | 52   | 2      | .631 | -                          | 153                        | .272                       | 3.20                       | 47세                       |
| 2017년    | 히로시마  | 1위       | 143  | 88   | 51   | 4      | .633 | -                          | 152                        | .273                       | 3.39                       | 48세                       |
| 2018년    | 히로시마  | 1위       | 143  | 82   | 59   | 2      | .582 | -                          | 175                        | .262                       | 4.12                       | 49세                       |
| 통산: 4년 | 통산: 4년 | 통산: 4년 | 429  | 328  | 233  | 11     | .585 | A클래스: 3회, B클래스: 1회 | A클래스: 3회, B클래스: 1회 | A클래스: 3회, B클래스: 1회 | A클래스: 3회, B클래스: 1회 | A클래스: 3회, B클래스: 1회 |

#### 포스트 시즌
| 연도   | 소속     | 경기명                                            | 상대팀                                      | 성적                           |
| ------ | -------- | ------------------------------------------------- | ------------------------------------------- | ------------------------------ |
| 2016년 | 히로시마 | 센트럴 리그 클라이맥스 시리즈 파이널 스테이지(※1) | 요코하마 DeNA 베이스타스(센트럴 리그 3위)   | 4승 1패 = 일본 시리즈 진출(※2) |
| 2016년 | 히로시마 | 일본 시리즈                                       | 홋카이도 닛폰햄 파이터스(퍼시픽 리그 3위)   | 2승 4패 = 패전                 |
| 2017년 | 히로시마 | 센트럴 리그 클라이맥스 시리즈 파이널 스테이지(※1) | 요코하마 DeNA 베이스타스(센트럴 리그 3위)   | 2승 4패 = 패전(※2)             |
| 2018년 | 히로시마 | 센트럴 리그 클라이맥스 시리즈 파이널 스테이지(※1) | 요미우리 자이언츠(센트럴 리그 3위)          | 4승 0패 = 일본 시리즈 진출(※2) |
| 2018년 | 히로시마 | 일본 시리즈                                       | 후쿠오카 소프트뱅크 호크스(퍼시픽 리그 2위) | 1승 1무 4패 = 패전             |

※1 클라이맥스 시리즈 파이널 스테이지는 6경기제이며 먼저 4승을 한 팀은 일본 시리즈에 진출, 리그 우승 팀에게는 1승의 어드밴티지가 주어짐
※2 어드밴티지 1승을 포함